# Saison 2016 de l'équipe cycliste Crelan-Vastgoedservice
La saison 2016 de l'équipe cycliste Crelan-Vastgoedservice est la troisième de cette équipe.

## Préparation de la saison 2016

### Arrivées et départs
| Arrivées          | Équipe 2015                 |
| ----------------- | --------------------------- |
| David Boucher     | FDJ                         |
| Yannick Eijssen   | Wanty-Groupe Gobert         |
| Alexander Geuens  | Lotto-Soudal U23            |
| Johan Jacobs      | Lares-Doltcini              |
| Pieter Jacobs     | Topsport Vlaanderen-Baloise |
| Xandro Meurisse   | An Post-ChainReaction       |
| Fréderique Robert | Wanty-Groupe Gobert         |

| Départs          | Équipe 2016                              |
| ---------------- | ---------------------------------------- |
| Joeri Adams      | Kalas-H.Essers-NNOF                      |
| Alexander Cools  | Superano Ham-Isorex                      |
| Sander Cordeel   | Verandas Willems                         |
| Jan Denuwelaere  | Mahieu Construct-Kona-360-sports.be      |
| Kevin Hulsmans   | directeur sportif Crelan-Vastgoedservice |
| Sam Lennertz     | Veranclassic-Ago                         |
| Kevin Peeters    | retraite                                 |
| Alphonse Vermote | retraite                                 |

## Coureurs et encadrement technique

### Effectif
| Cycliste           | Date de naissance | Nationalité | Équipe 2015                   |  |
| ------------------ | ----------------- | ----------- | ----------------------------- |  |
| Jens Adams         | 5 juin 1992       | Belgique    | Vastgoedservice-Golden Palace |  |
| Joeri Adams        | 15 octobre 1989   | Belgique    | Vastgoedservice-Golden Palace |  |
| David Boucher      | 17 mars 1980      | France      | FDJ                           |  |
| Dennis Coenen      | 13 novembre 1991  | Belgique    | Vastgoedservice-Golden Palace |  |
| Jan Denuwelaere    | 9 avril 1988      | Belgique    | Vastgoedservice-Golden Palace |  |
| Gerry Druyts       | 30 janvier 1991   | Belgique    | Vastgoedservice-Golden Palace |  |
| Yannick Eijssen    | 26 juin 1989      | Belgique    | Wanty-Groupe Gobert           |  |
| Alexander Geuens   | 5 septembre 1994  | Belgique    | Lotto-Soudal U23              |  |
| Kurt Geysen        | 26 mai 1979       | Belgique    | Vastgoedservice-Golden Palace |  |
| Johan Jacobs       | 1er mars 1997     | Suisse      | Lares-Doltcini                |  |
| Pieter Jacobs      | 6 juin 1986       | Belgique    | Topsport Vlaanderen-Baloise   |  |
| Tim Merlier        | 30 octobre 1992   | Belgique    | Vastgoedservice-Golden Palace |  |
| Xandro Meurisse    | 31 janvier 1992   | Belgique    | An Post-ChainReaction         |  |
| Rob Peeters        | 2 juillet 1985    | Belgique    | Vastgoedservice-Golden Palace |  |
| Yannick Peeters    | 15 novembre 1996  | Belgique    | Vastgoedservice-Golden Palace |  |
| Fréderique Robert  | 25 janvier 1989   | Belgique    | Wanty-Groupe Gobert           |  |
| Rob Ruijgh         | 12 novembre 1986  | Pays-Bas    | Vastgoedservice-Golden Palace |  |
| Jelle Schuermans   | 3 décembre 1996   | Belgique    | Vastgoedservice-Golden Palace |  |
| Timothy Stevens    | 26 mars 1989      | Belgique    | Vastgoedservice-Golden Palace |  |
| Wout van Aert      | 15 septembre 1994 | Belgique    | Vastgoedservice-Golden Palace |  |
| Jordi Van Dingenen | 18 juin 1996      | Belgique    | Vastgoedservice-Golden Palace |  |
| Stagiaire          | Date de naissance | Nationalité | Équipe 2016                   |  |
| Joachim Vanreyten  | 31 août 1994      | Belgique    | Lotto-Soudal U23              |  |

Portraits
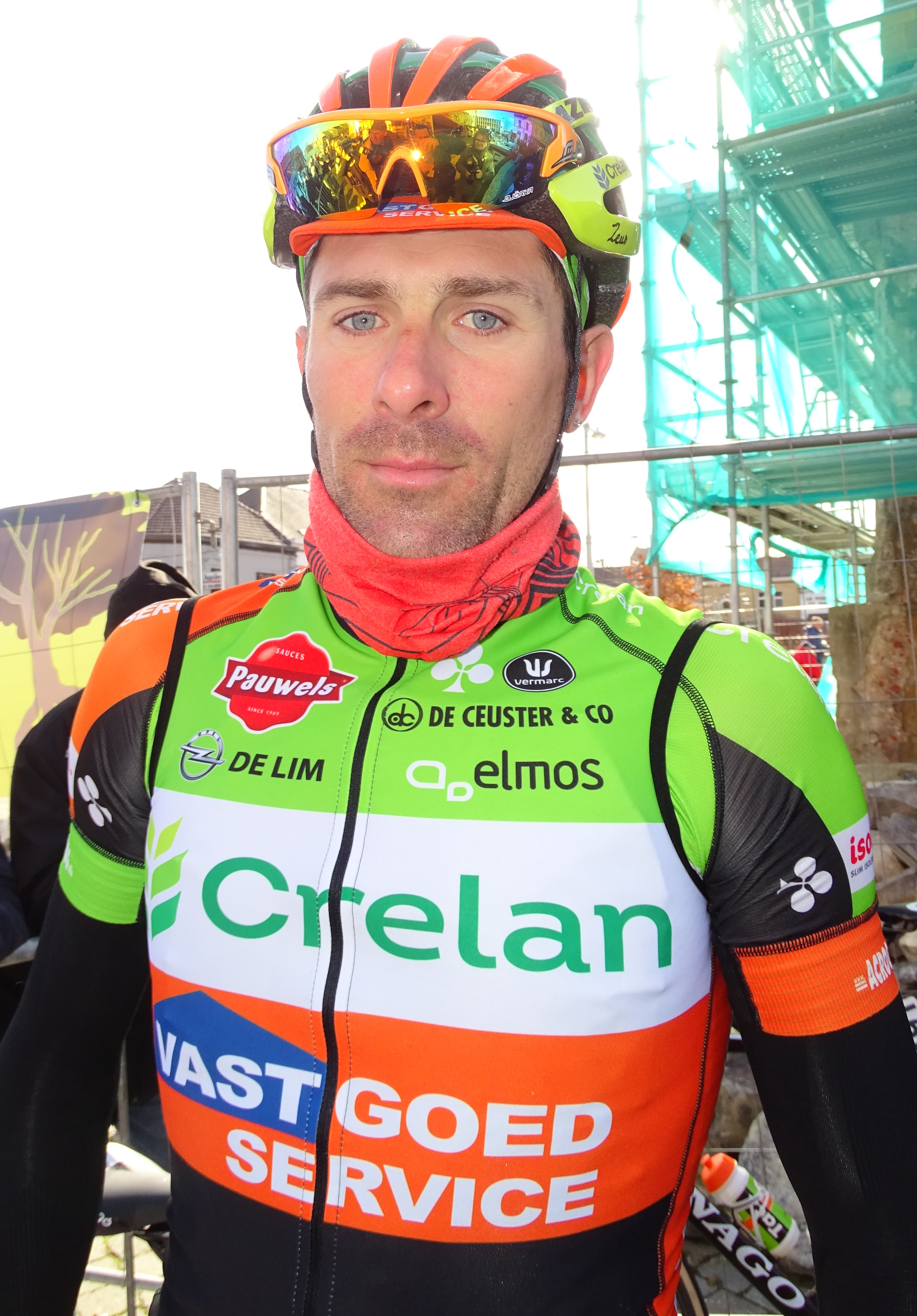
David Boucher.
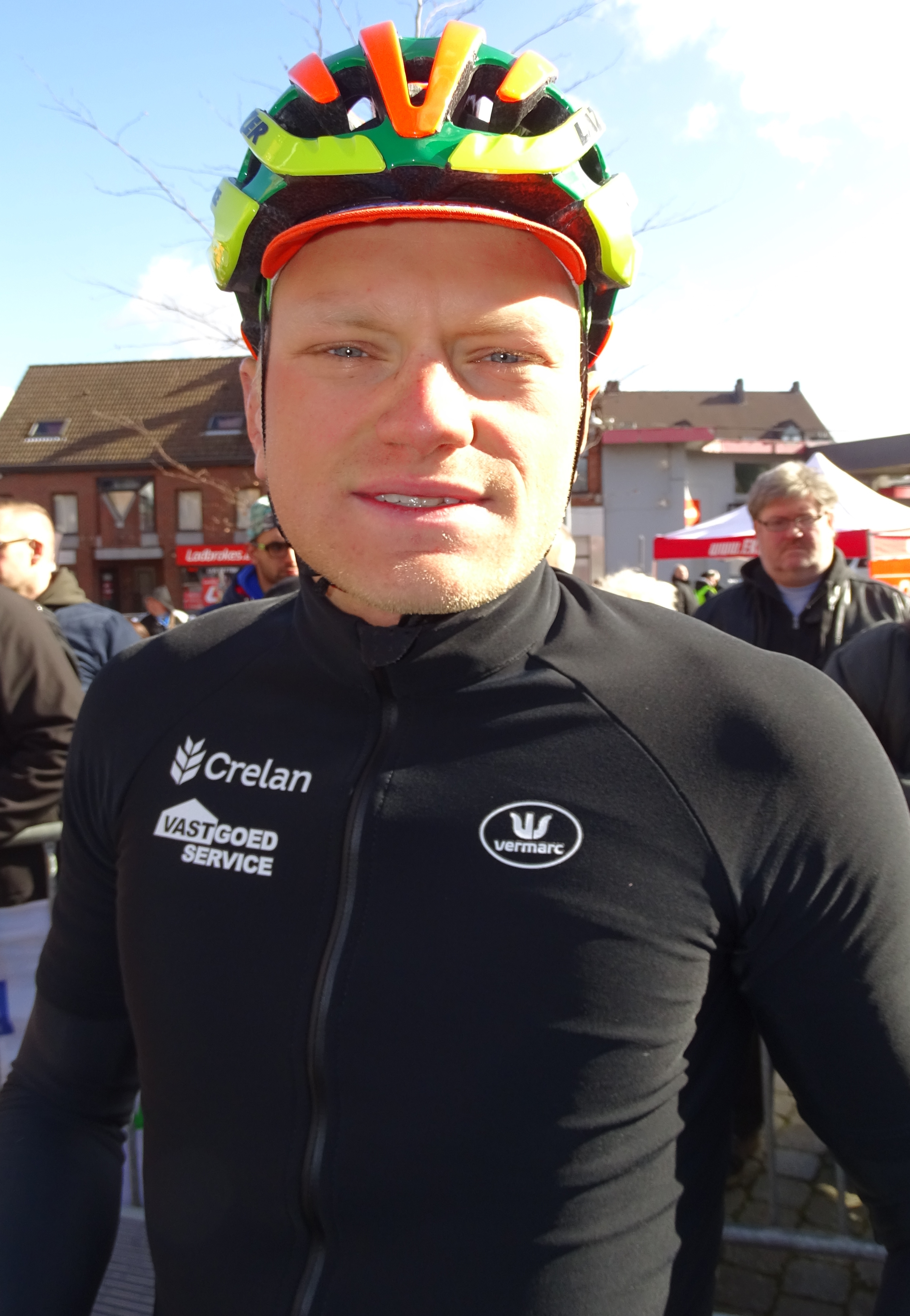
Gerry Druyts.
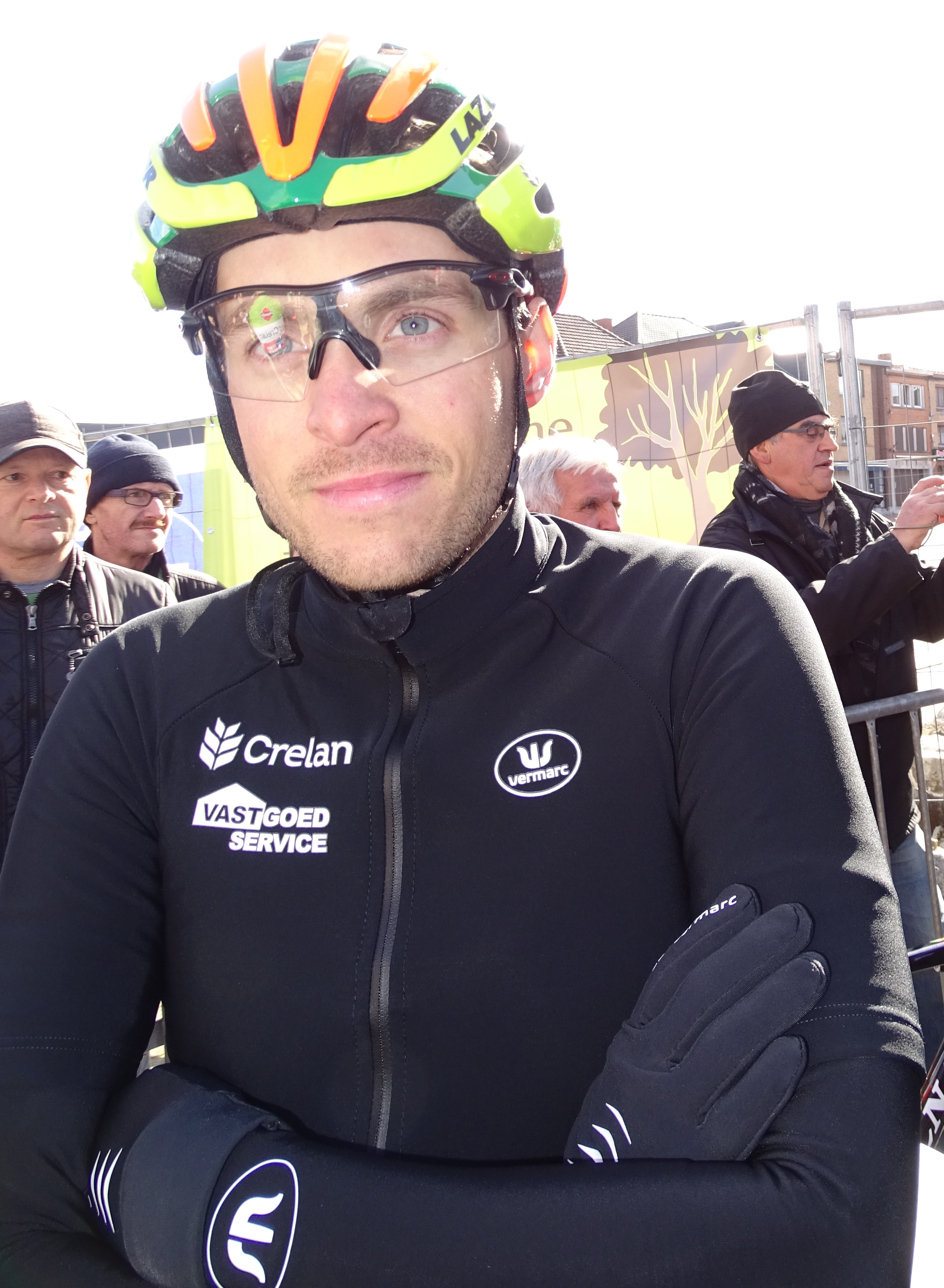
Yannick Eijssen.
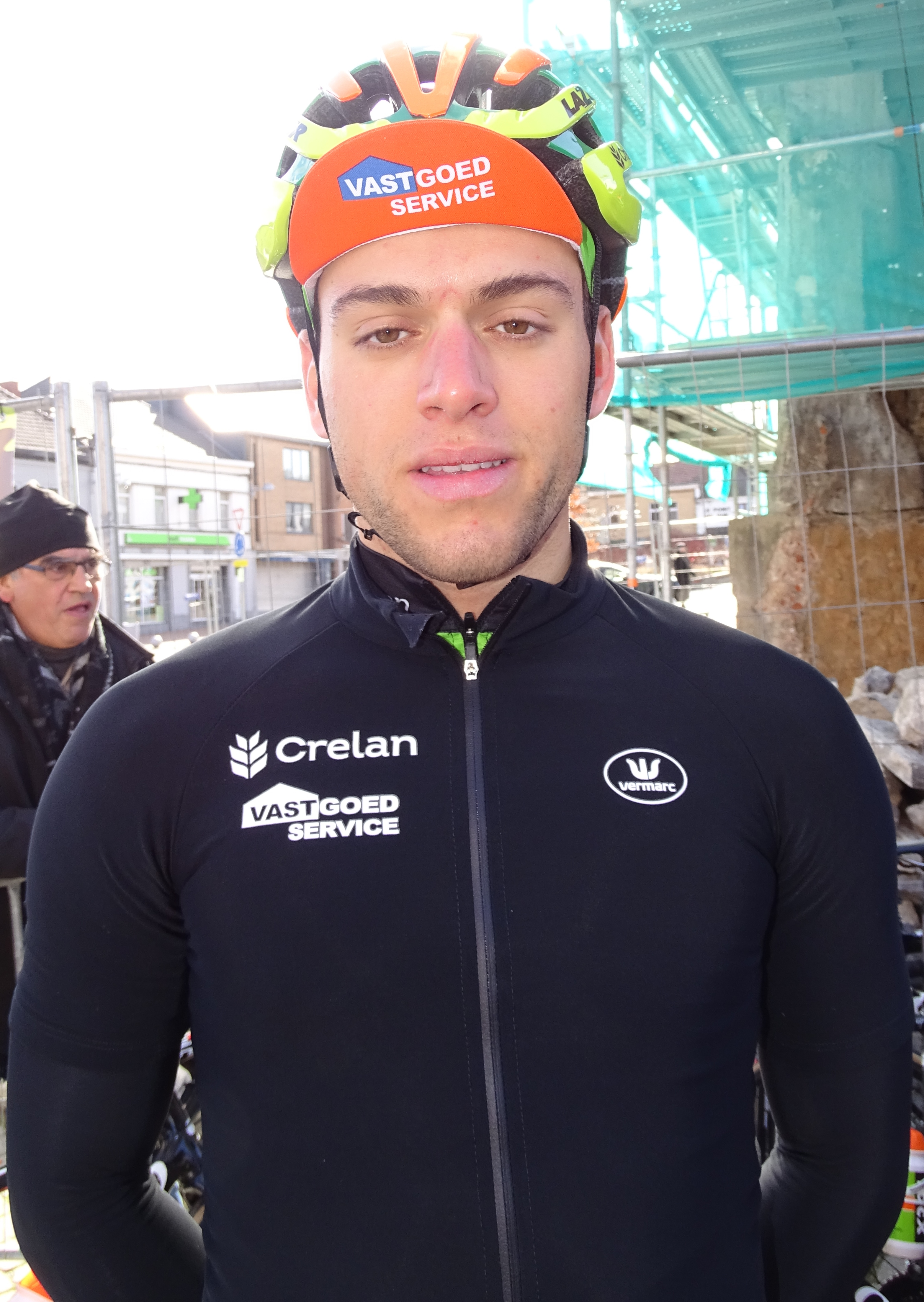
Alexander Geuens.
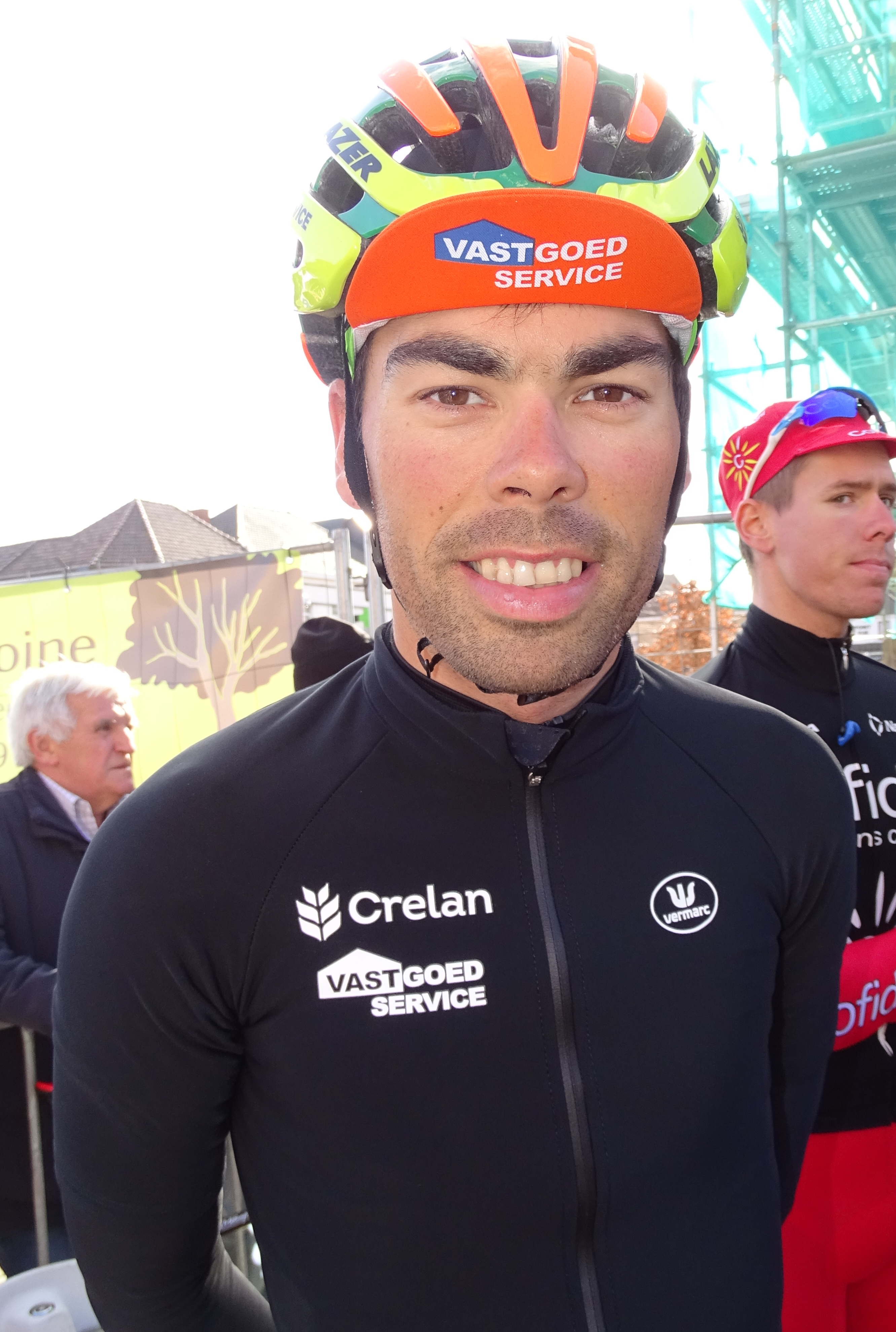
Pieter Jacobs.
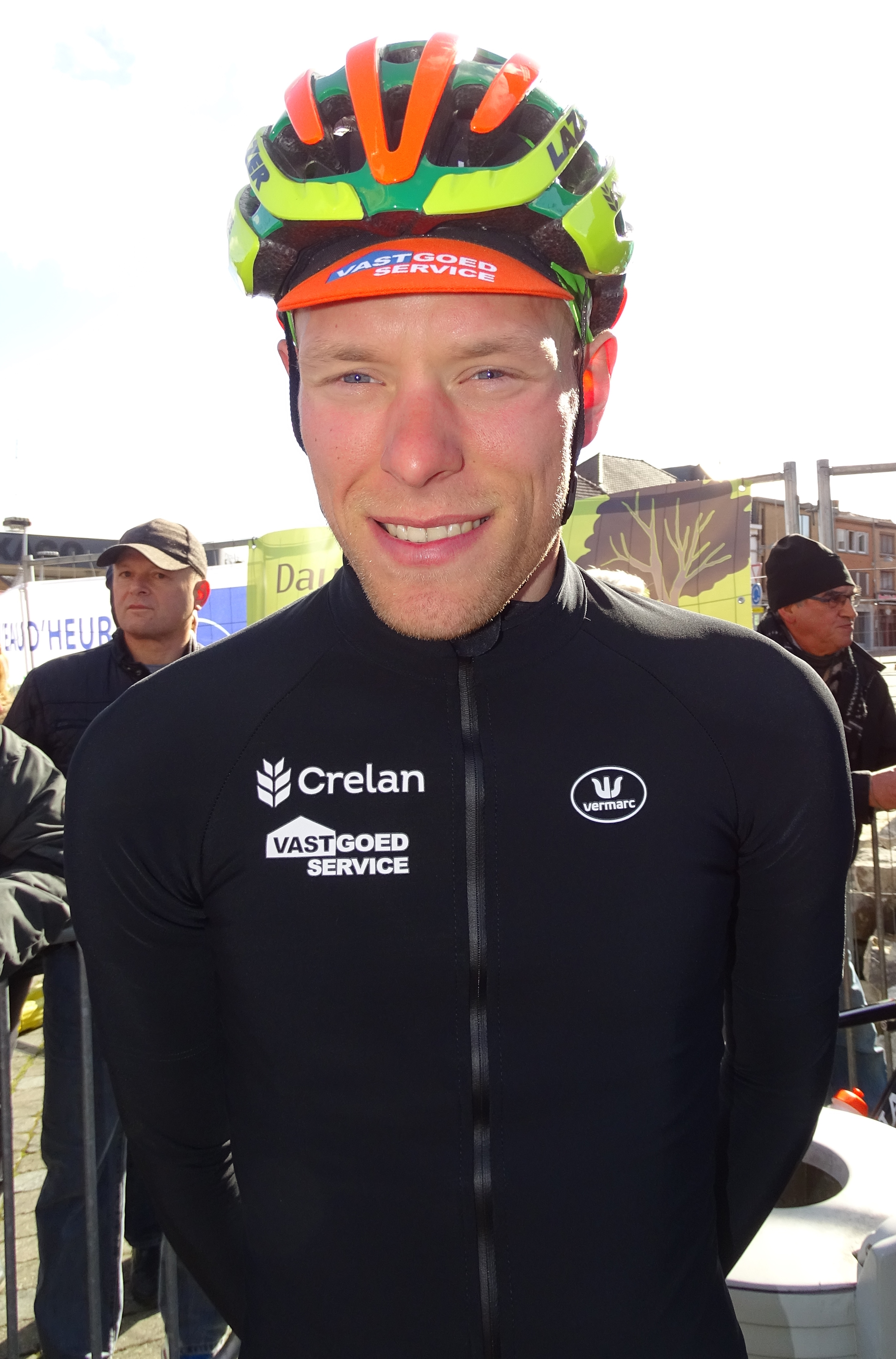
Xandro Meurisse.
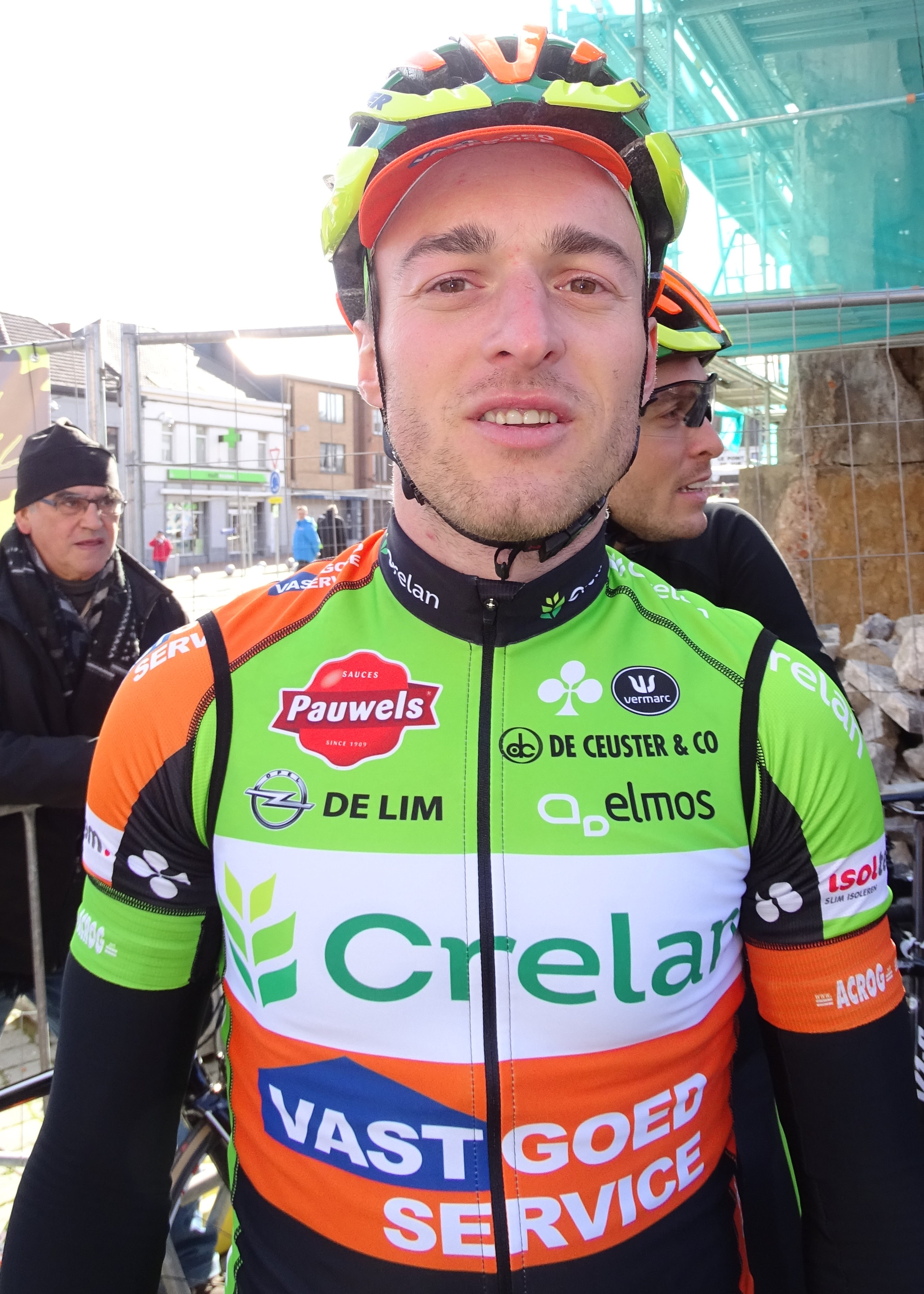
Fréderique Robert.
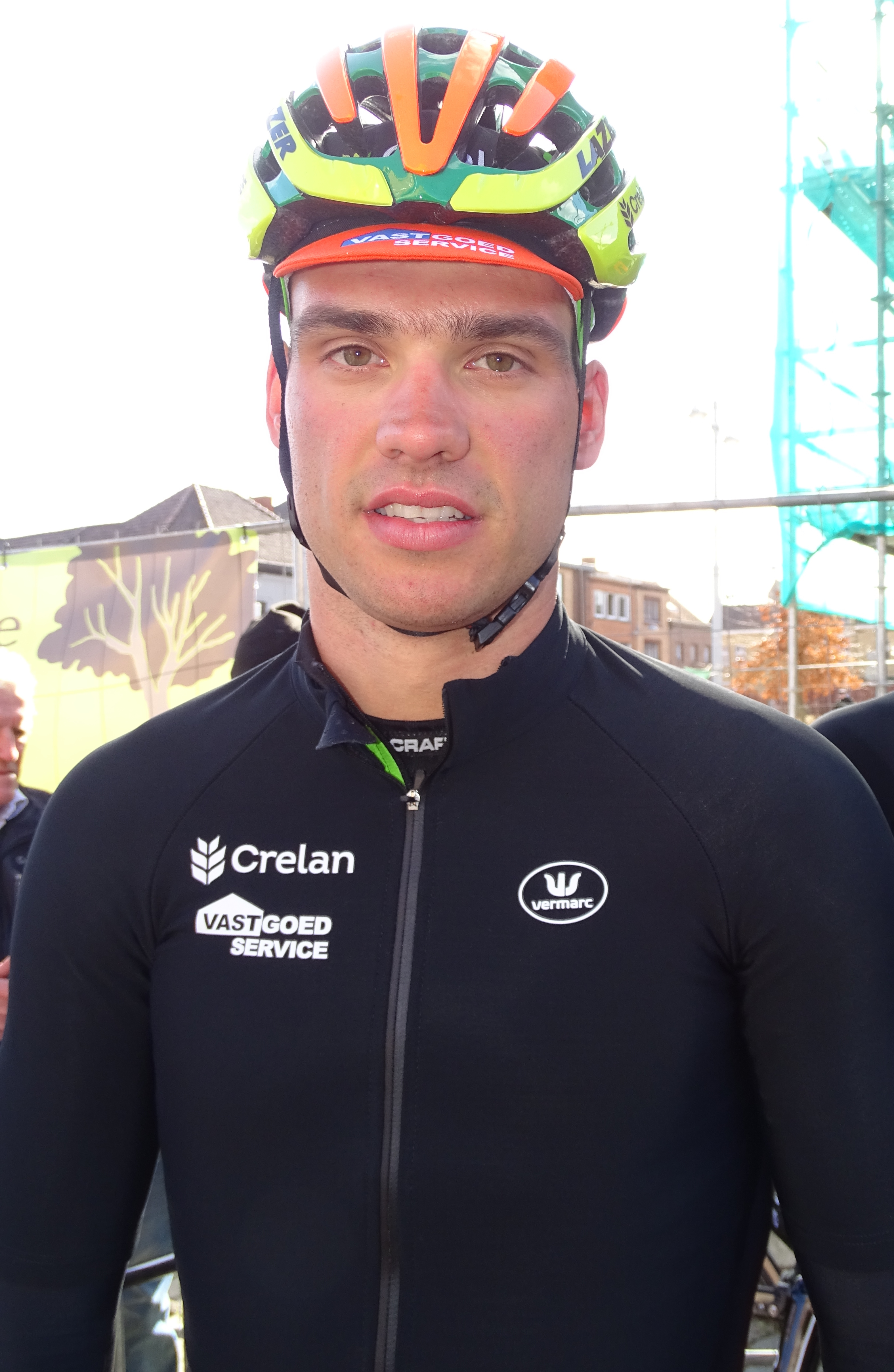
Timothy Stevens.

## Bilan de la saison

### Victoires
| Date       | Course                                 | Pays     | Classe | Vainqueur       |
| ---------- | -------------------------------------- | -------- | ------ | --------------- |
| 07/05/2016 | 4e étape des Quatre Jours de Dunkerque | France   | 2.HC   | Xandro Meurisse |
| 25/05/2016 | 1re étape du Tour de Belgique          | Belgique | 2.HC   | Wout van Aert   |
| 23/08/2016 | Grand Prix de la ville de Zottegem     | Belgique | 1.1    | Tim Merlier     |
| 28/08/2016 | Coupe Sels                             | Belgique | 1.1    | Wout van Aert   |